# Дом кино (Санкт-Петербург)
Дом кино́ — памятник архитектуры, здание, замыкающее ансамбль Манежной площади в Санкт-Петербурге.

## Архитектурные особенности здания
Здание построено в 1914—1916 гг. по проекту архитекторов К. С. Бобровского и Б. Я. Боткина.

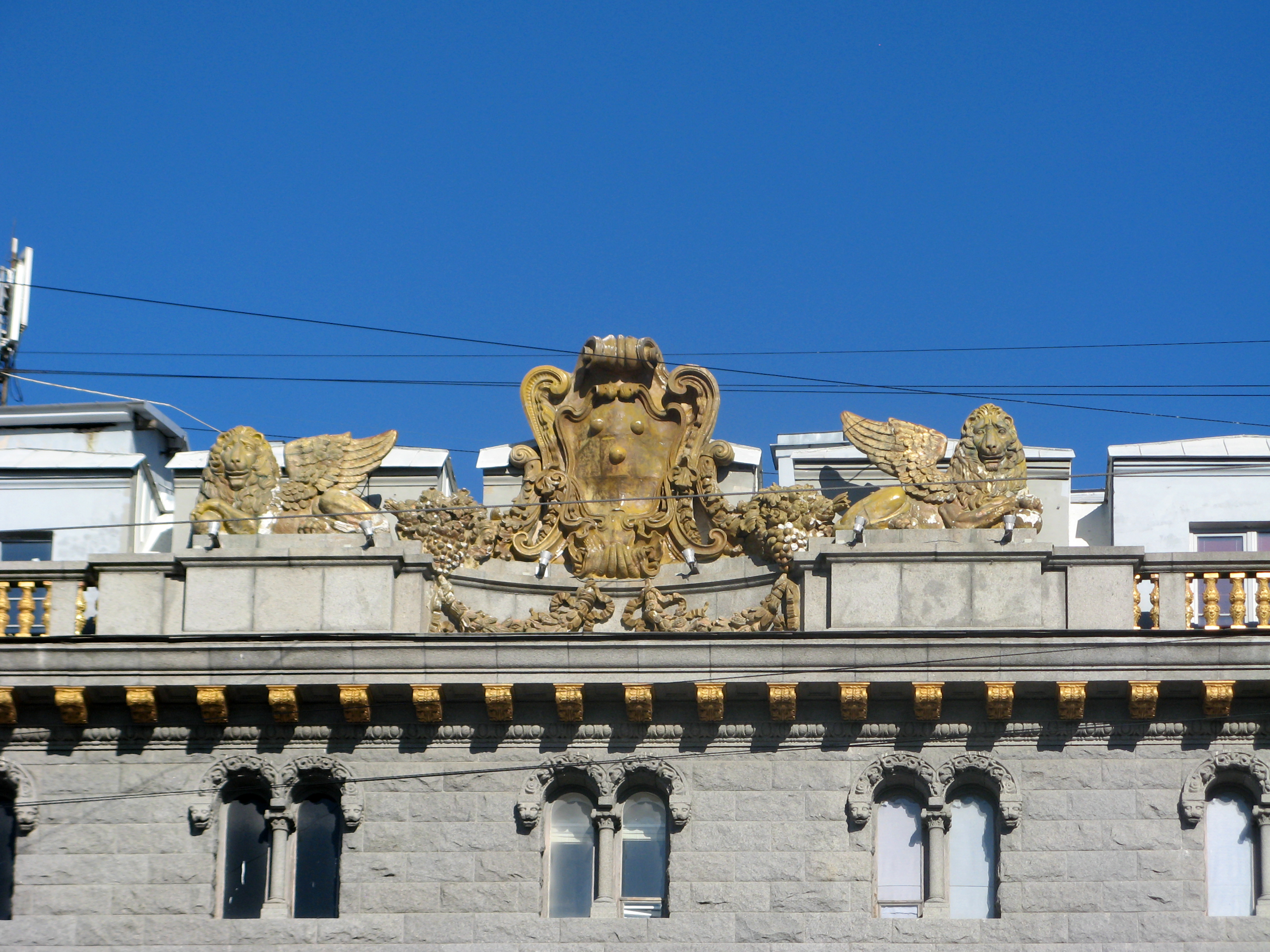
Композиция на крыше здания

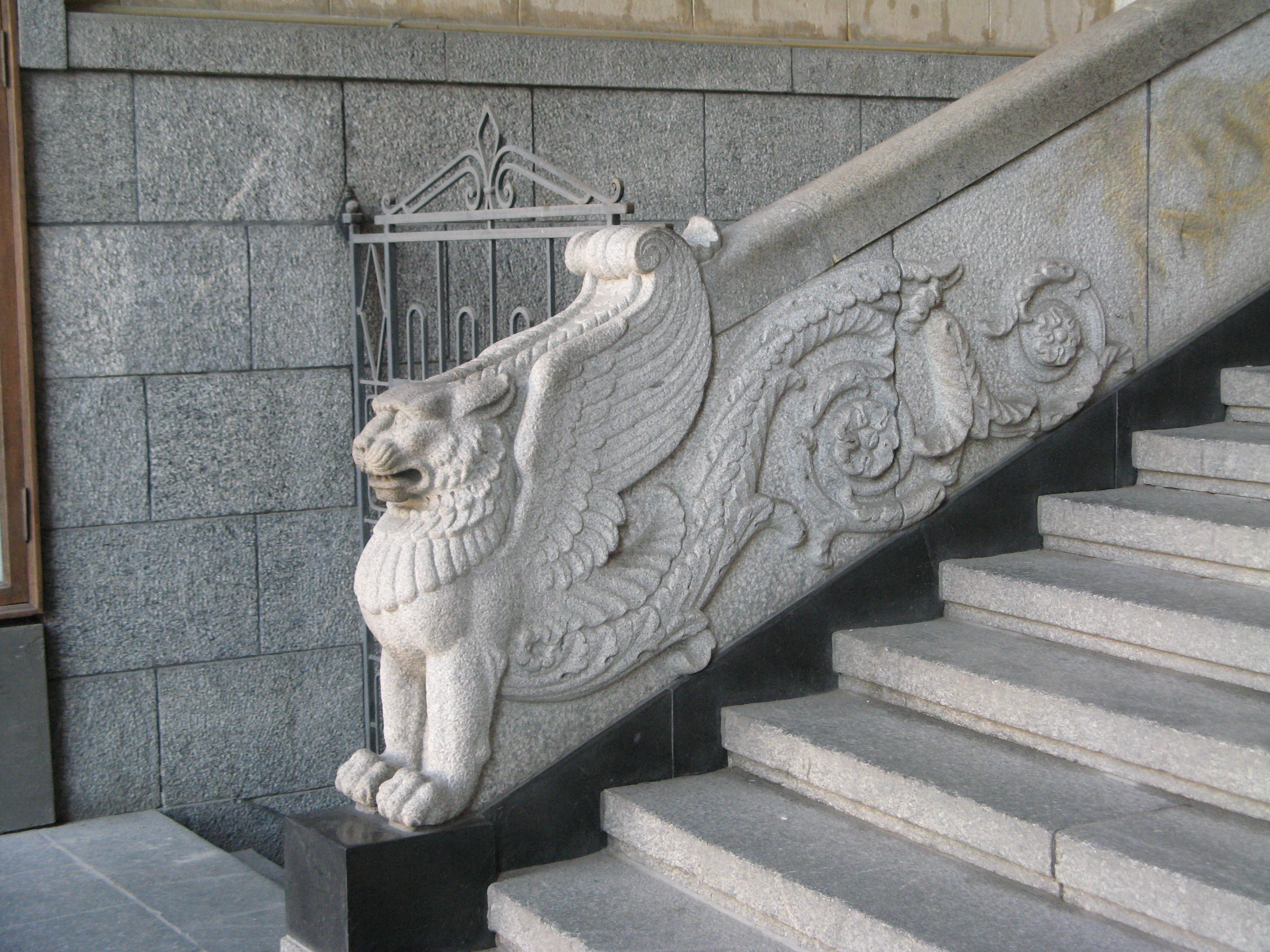
Лестница с грифоном

Особенностью здания являются широкие лестницы со статуями сидящих грифонов. Здание выполнено в стиле неоренессанс, о чём говорят золотые детали на фасаде, керамические капители коринфских полуколонн, модульоны венчающего карниза, пятиметровая композиция с гирляндами фруктов и парой крылатых львов на крыше.
Фасады и интерьеры здания были выполнены по проекту скульптора Александра Громова и керамиста Петра Ваулина.
Внутренне убранство здания богато на архитектурные детали, как и его фасад. В залах кинотеатра можно встретить ионические полуколонны и коринфские пилястры, множество барельефов, нарядные балюстрады, а также камин в малом зале. Декор помещений киноцентра невероятно разнообразен

## История
До 1917 года в здании размещалось Петроградское губернское кредитное общество.
В 1917 году разместили кинотеатр «Сплендид-Палас» и магазины в подвальной части здания.
в 1947—1948 гг. в здании был проведён капитальный ремонт. 12 июня 1948 года открылся первый в Ленинграде детский кинотеатр «Родина».
В 1959 году был восстановлен зрительный зал на верхних этажах. И с 1960 года там было принято расположить кинозал Дома Кино, где вели свою творческую деятельность Союз кинематографистов (раньше Дом кино был Невском проспекте, 72).
В 1993 году здание было объявлено памятником архитектуры.

## Современность
Долгое время большой зрительный зал на 400 мест нуждался в капитальном ремонте.
Были разбиты стёкла в прогнившей металлической крыше, сломаны кресла, штукатурка на стенах облупилась, были разрушены барельефы.
Шесть лет длился ремонт и 2018 году зал открылся для посетителей.
На сегодняшний день кинозал оборудован профессиональной техникой, установлен большой белый экран. Современное оборудование позволяет проигрывать 35-миллиметровую пленку.
По-прежнему Дом кино является площадкой для фестивалей.